# Nacer (película)
Nacer es una película documental colombiana de 2012 dirigida por Jorge Caballero. Recibió el Premio Nacional de Documental Colombia Además de ser exhibida en importantes eventos a nivel nacional e internacional, fue escogido Mejor Proyecto Latin Side Of The Doc en Doc Buenos Aires y Mejor Película en el festival de Cine Independiente de Barcelona L’Alternativa  y en UNASUR Argentina.

## Sinopsis
Cada día, en las salas de maternidad de los hospitales públicos de la ciudad de Bogotá, centenares de mujeres dan a luz a sus hijos. NACER, es el retrato directo de varias vidas en seis días que reflejan una parte esencial de un país.

## Premios y reconocimientos
- Mejor Proyecto Latin Side Of The Doc en Doc Buenos Aires
- Premio Nacional de Documental Colombia
- Mejor película – L’ALTERNATIVA  Barcelona
- Mejor película – UNASUR Argentina
- Mejor documental en el Festival de la infancia y la juventud Colombia.
- Premio a la Circulación de documentales portafolio Distrital de Estímulos
- Premio TAL Televisiones Culturales de América Latina